# Corinthians Steamrollers
O Corinthians Steamrollers é um time de futebol americano da cidade de São Paulo e faz parte das equipes amadoras do Sport Club Corinthians Paulista. Teve, entre seus jogadores, o ator Alexandre Frota.

## História
A Equipe surgiu em 2004 em Diadema, quando dois amigos inspirados num jogo de futebol americano para videogame, começam a adquirir interesse pelo esporte, acompanhando vários campeonatos e equipes, surgindo então a ideia de montarem um time. Com mais alguns amigos, eles montam uma equipe apenas para diversão, quando começam a aparecer mais interessados, e eles começam a disputar em 2005 jogos amistosos no ABC contra outras equipes.
Em 2006 finalmente acontece o primeiro jogo oficial, pelo Campeonato Paulista no Torneio Liga Flag.Em 2007 chega a equipe o "Coach" Neto, e a equipe se sagra campeã da Divisão Sul do campeonato paulista com 100% de aproveitamento.
No dia 15 de maio de 2008, devido ao sucesso obtido em tão pouco tempo, a Associação Esportiva Steamrollers firma uma parceria com o Sport Club Corinthians Paulista e o time passa a se chamar Corinthians Steamrollers ("Rolos Compressores"). Na temporada de 2008 os técnicos Basílio Neto e Fábio Marin Jr, através de Cauê Martins, Paulo Santos e outros, fizeram a equipe terminar invicta, com a melhor defesa e melhor saldo de pontos do campeonato, mas foi eliminada nas finais.
Na temporada de 2009 o ritmo do time não diminuiu, o elenco foi aprimorado por Fábio Marin Jr, promovido a técnico principal, tendo dessa vez o melhor ataque da competição e o melhor saldo de pontos. Foi a única equipe a chegar invicta as finais, perdendo após um jogo atípico. Ao final de 2009 a equipe recebeu os equipamentos vindos dos Estados Unidos e passou a jogar conforme as regras dos campeonatos americanos. A transição foi liderada pelos diretores Ricardo Trigo e Susy Nomura e o técnico Fábio Marin Jr. Entre 2006 e 2009 a equipe sofreu apenas 4 derrotas.
Em 2010 participou do Trófeu Cataratas, em Foz do Iguaçu, vencendo o time local Black Sharks de virada e levantando a taça. Em seu primeiro Campeonato Paulista termina na segunda posição, superando outros times com mais experiência na modalidade. No segundo semestre de 2010 contou com o reforço de KC Frost, Quarterback americano que havia se mudado para o Brasil para passar um tempo com a namorada. A equipe participou do Campeonato Brasileiro sendo campeã de sua divisão. Nas finais foi eliminado pelo time que viria a ser o campeão.
Com KC Frost liderando o ataque, Em 3 de julho de 2011, conquista seu primeiro Campeonato Paulista de Futebol Americano vencendo a final sobre o São Paulo Spartans pelo placar de 44 x 21. A equipe mais uma vez teve a melhor defesa da competição e o melhor saldo de pontos.
O ano de 2011 foi fechado com mais um título, desta vez nacional. Os Steamrollers venceram o Vila Velha Tritões pelo placar de 41 a 3, no Ibirapuera, em São Paulo, ficando com o título do Torneio Touchdown.
Em 2012 o time repete a campanha vitoriosa e, em 15 de dezembro de 2012, conquista invicto o bi-campeonato do Torneio Touchdown, vencendo a equipe do Vasco Patriotas pelo placar de 31 a 12.
Em 2014 foi o primeiro clube brasileiro de futebol americano a vencer um torneio internacional, o Corinthians venceu 1º Torneio Guerreros de Los Andes, organizado pela UIDFAL, que aconteceu entre os dias 5 e 7 de dezembro 2014, na cidade de Callao no Peru.
Além do Corinthians Steamrollers do Brasil, paticiparam as equipes Aguilas do Peru, um selecionado méxicano e as equipes Yaks e Titanes da Colômbia.
O Corinthians Steamrollers foi campeão invicto do 1º Torneio “Guerrero de los Andes”.
No primeiro dia de confronto, o time alvinegro entrou em campo para enfrentar os Titanes da Colombia, e saiu vencedor pelo placar de 24x0. Os pontuadores foram os jogadores Johnny Santos, Jefferson Almeida, Ival Maziero, Flavio Luz e João Mattos.
No segundo jogo, o time alvinegro venceu os donos da casa, os Aguilas, por 28x0. Johnny Santos, Rubens Monterrubio(2), e Jefferson Almeida marcaram um touchdown em cada quarto do jogo. Ramon Vedugo garantiu uma conversão de dois pontos e João Mattos converteu três extra points.
Na terceira partida, o time do Parque São Jorge venceu o 3º jogo por 26x0 em cima dos colombianos do Yaks.
No último confronto, O Corinthians Steamrollers saiu invicto do Torneio Guerrero de los Andes, ao vencer o selecionado mexicano por 7 a 0. O touchdown da final foi marcado por Jeff Almeida, em corrida de 18 jardas, com extra-point de João Mattos.
Em 2015 a equipe se restrutura dentro e fora do campo, passando por um processo de renovação.  Expande também suas categorias, com o flag masculino, flag feminino, sub 19 e futebol americano feminino.
Em 2015 a equipe sagrou-se Vice-campeã Paulista na modalidade FLAG Masculino, e foi quarta colocada no Campeonato Feminino Full Pads LIFEFA.
Em 2016 a equipe feminina novamente conseguiu a quarta posição no Campeonato Feminino Full Pads LIFEFA.
Em 2017 a equipe chegou a final da SPLF, e foi vice-campeão, em jogo contra a Lusa Lions.

## Títulos
| INTERNACIONAIS | INTERNACIONAIS                | INTERNACIONAIS | INTERNACIONAIS          |
|                | Competição                    | Títulos        | Temporadas              |
| -------------- | ----------------------------- | -------------- | ----------------------- |
|                | Torneio Guerrero de Los Andes | 1              | 2014                    |
| NACIONAIS      |                               |                |                         |
|                | Competição                    | Títulos        | Temporadas              |
|                | Torneio Touchdown             | 2              | 2011 e 2012             |
| ESTADUAIS      |                               |                |                         |
|                | Competição                    | Títulos        | Temporadas              |
|                | Campeonato Paulista           | 4              | 2011, 2012, 2013 e 2014 |
|                | Flag FEFASP                   | 2              | 2014 e 2016             |

 Campeão Invicto

## Campanhas de destaque
- Vice-Campeão Paulista - LPFA -Taça KG Esportes (2010)
- Vice-Campeão Paulista - SPFL - Troféu Landmark (2017)